# Puig de les Cols
El Puig de les Cols (416,8 m) es el punto más alto del término municipal de San Feliu de Guíxols, en la comarca del Bajo Ampurdán de la provincia de Gerona (España).
En la cima se halla un vértice geodésico (referencia: 308107001).